# Sheffield United Football Club 2019-2020
Questa voce raccoglie le informazioni riguardanti lo Sheffield United Football Club nelle competizioni ufficiali della stagione 2019-2020.

## Maglie e sponsor
| Casa | Trasferta | Terza divisa |

Sponsor ufficiale: Union Standard Group
Fornitore tecnico: Adidas

## Rosa
Rosa e numerazione aggiornate all'11 luglio 2020.
| N. |                             | Ruolo | Calciatore             |
| -- | --------------------------- | ----- | ---------------------- |
| 2  | Inghilterra (bandiera)      | D     | George Baldock         |
| 3  | Irlanda (bandiera)          | D     | Enda Stevens           |
| 4  | Scozia (bandiera)           | C     | John Fleck             |
| 5  | Inghilterra (bandiera)      | D     | Jack O'Connell         |
| 6  | Inghilterra (bandiera)      | D     | Chris Basham           |
| 7  | Inghilterra (bandiera)      | C     | John Lundstram         |
| 8  | Inghilterra (bandiera)      | C     | Luke Freeman           |
| 9  | Scozia (bandiera)           | A     | Oliver McBurnie        |
| 10 | Inghilterra (bandiera)      | A     | Billy Sharp (capitano) |
| 11 | Irlanda (bandiera)          | A     | Callum Robinson        |
| 12 | Irlanda (bandiera)          | D     | John Egan              |
| 15 | Inghilterra (bandiera)      | D     | Phil Jagielka          |
| 16 | Irlanda del Nord (bandiera) | C     | Oliver Norwood         |

| N. |                        | Ruolo | Calciatore        |
| -- | ---------------------- | ----- | ----------------- |
| 17 | Irlanda (bandiera)     | A     | David McGoldrick  |
| 18 | Galles (bandiera)      | D     | Kieron Freeman    |
| 19 | Inghilterra (bandiera) | D     | Jack Robinson     |
| 20 | Inghilterra (bandiera) | D     | Kean Bryan        |
| 21 | Paesi Bassi (bandiera) | P     | Michael Verrips   |
| 22 | Francia (bandiera)     | A     | Lys Mousset       |
| 23 | Inghilterra (bandiera) | C     | Ben Osborn        |
| 24 | Inghilterra (bandiera) | A     | Leon Clarke       |
| 25 | Inghilterra (bandiera) | P     | Simon Moore       |
| 26 | Inghilterra (bandiera) | C     | Jack Rodwell      |
| 30 | Paesi Bassi (bandiera) | A     | Richairo Živković |
| 32 | Norvegia (bandiera)    | C     | Sander Berge      |